# Crotalus atrox
El crótalo diamante occidental o cascabel diamantina del oeste (Crotalus atrox) es una especie de saurópsido vipérido , esta especie es del sur de Norteamérica incluyendo a México donde representa a una de las víboras más agresivas. Es la serpiente más peligrosa de Estados Unidos. Es también conocida por el nombre común de cascabel diamantada del oeste, cascabel diamante o simplemente cascabel o víbora de cascabel, pues normalmente es la especie más común en los territorios donde está dispersa. Cuando se pone en una "ese" perfecta significa que está lista para atacar, sus colmillos son muy filosos y cuando los entierra no suelta a su presa hasta su muerte. 
Esta cascabel de diamantes también conocida como víbora serrana, es una de las víboras de mayor tamaño, alcanzando poco más de 2.3 m de longitud de hocico a cola; hembras generalmente de menor tamaño. Escama rostral más larga que ancha y entre otras más, presenta dos escamas internasales pequeñas. Coloración de la región dorsal del cuerpo café grisáceo o café, pero puede ser café rosáceo, rojo ladrillo, amarillo o blanco. Con 24 a 45 parches de color café grisáceo a café; gran parte de ellos rectangulares en la superficie posterior, llegando a ser abruptamente hexagonales, lo que les da la forma de diamante. La punta de la cabeza puede estar marcada con pigmento obscuro; a veces presenta una línea transversal a cada lado de la escama supraocular. Región caudal con bandas negras intercaladas con blancas. Región ventral del cuerpo blanca, amarilla o crema. En México, la presencia de esta cascabel está reportada bibliográficamente para 17 estados; la plataforma Naturalista reporta observaciones también para Aguascalientes, Colima y CdMx, dando un total de 20 entidades del país con presencia de la especie. 
Esta víbora habita prácticamente todos los tipos de clima, viviendo en bosques de pino, pino-encino, encino, bosque de Juniperus y matorral xerófilo. Es principalmente de hábitos nocturnos siendo cazadora activa durante la noche. Debido a que es una especie venenosa y una de las serpientes de cascabel más agresivas de México, existe una gran mortalidad de individuos de la especie por el peligro que representa para los pobladores de las regiones donde se encuentra. La NOM-059-SEMARNAT-2010 la considera como Sujeta a protección especial, IUCN 2019-1 como de Preocupación menor. Los principales riesgos que amenazan a la especie son la destrucción y fragmentación de su hábitat y la explotación comercial por su piel, grasa y carne.

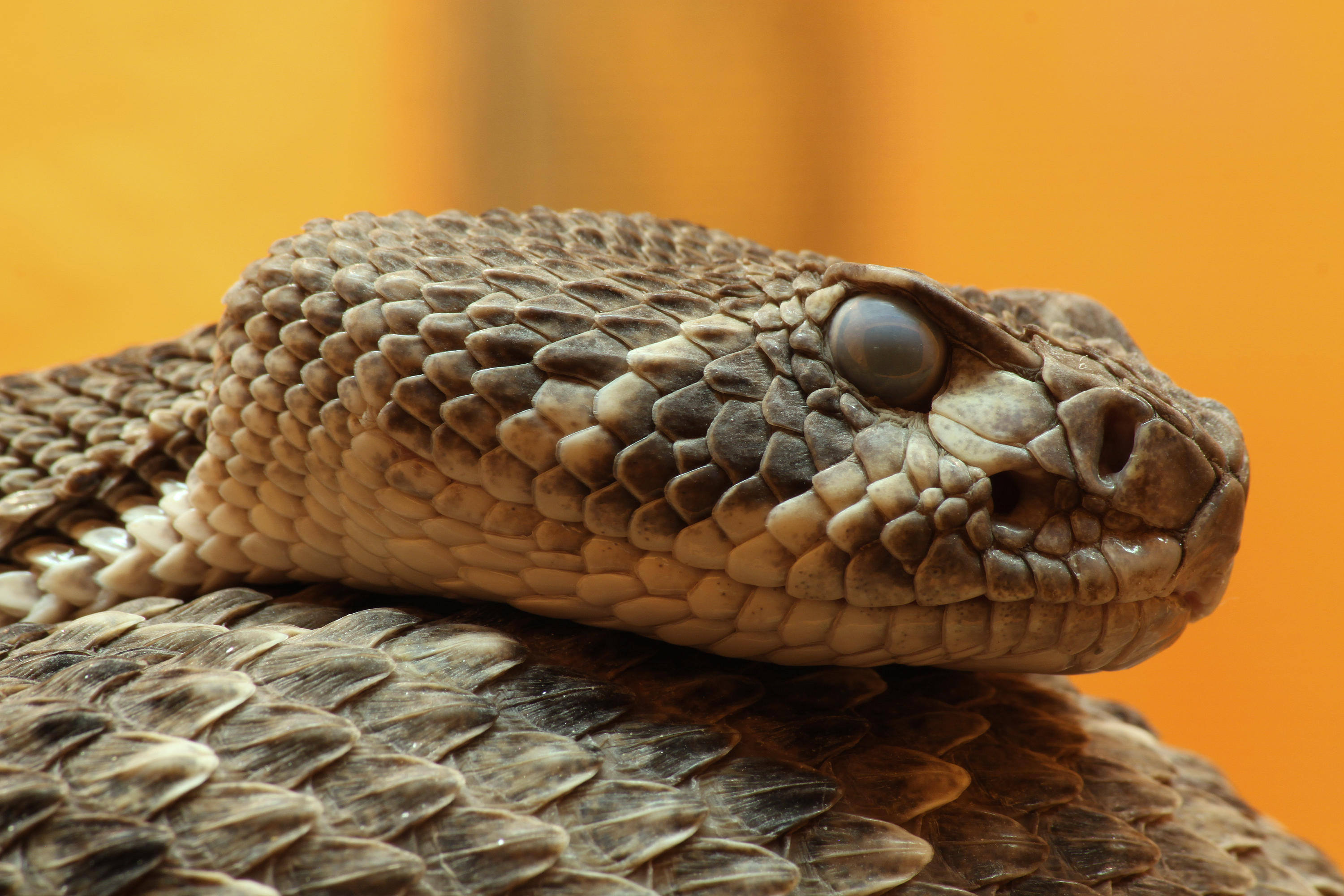
Crotalus atrox en el jardín zoológico de Ulm, en Alemania.

## Descripción
Este animal es un depredador altamente especializado, siendo perteneciente a la familia Viperidae, las serpientes más avanzadas en términos evolutivos. Tiene una longitud de más de dos metros, lo que la convierte en una de las serpientes más grandes del subcontinente norteamericano. Es corpulenta y pesada. La lengua es ahorquillada. Su espalda está decorada con dibujos de diamantes (de ahí viene el nombre común), y su cuerpo termina en un cascabel formado por segmentos que se van añadiendo en cada muda. Los ejemplares jóvenes no poseen cascabel. 
En la cabeza están los ojos, los detectores de calor, las fosas nasales, el órgano de Jacobson y los colmillos, con un potente veneno hemotóxico el cual produce edemas y una muerte celular programada por necrosis.

## Hábitos
Esta serpiente vive en terrenos áridos, como desiertos y praderas. Por lo tanto, es de hábitos terrestres. Se alimenta de aves, lagartos y mamíferos. Es pacífica, pero si se la provoca puede morder e inyectar veneno extremadamente tóxico, aunque primero advierte con el sonido de su cascabel. El veneno puede matar a animales mucho mayores que ella. Causa muchas muertes humanas al año, lo que la hace la serpiente más peligrosa de Norteamérica. Al alimentarse, espera a que el veneno mate a su presa antes de tragársela.

## Reproducción
Los jóvenes tardan 3 o 4 años en madurar sexualmente. Estas serpientes son ovovivíparas.